# Hôn nhân cùng giới ở Hawaii
Hôn nhân cùng giới ở Hawaii đã được hợp pháp kể từ ngày 2 tháng 12 năm 2013. Cơ quan lập pháp bang Hawaii đã tổ chức một phiên họp đặc biệt bắt đầu vào ngày 28 tháng 10 năm 2013 và thông qua Đạo luật bình đẳng hôn nhân Hawaii hợp pháp hóa hôn nhân cùng giới. Thống đốc Neil Abercrombie đã ký ban hành luật vào ngày 13 tháng 11 và các cặp cùng giới bắt đầu kết hôn vào ngày 2 tháng 12. Kết hợp dân sự cung cấp các quyền, lợi ích và nghĩa vụ tương tự của hôn nhân ở cấp tiểu bang, trong khi các mối quan hệ thụ hưởng đối ứng cung cấp một bộ quyền hạn chế hơn.
Việc Hawaii từ chối giấy phép kết hôn với các cặp cùng giới lần đầu tiên được đưa ra thử thách tại tòa án bang vào năm 1991, và các nguyên đơn ban đầu đã gặp một số thành công. Nhưng cử tri Hawaii đã sửa đổi Hiến pháp tiểu bang năm 1998 để cho phép Cơ quan lập pháp hạn chế kết hôn với các cặp vợ chồng khác giới. Vào thời điểm Tòa án Tối cao Hawaii xem xét kháng cáo cuối cùng trong vụ án năm 1999, nó đã giữ nguyên lệnh cấm của nhà nước đối với hôn nhân cùng giới.
Khi tình trạng kết hợp dân sự của Hawaii có hiệu lực vào đầu năm 2012, các cuộc hôn nhân cùng giới được thiết lập tại các khu vực tài phán khác được coi là kết hợp dân sự ở Hawaii.

## Lịch sử pháp lý

### Vụ kiệnBaehr(1991–1999)
Baehr v. Miike (gốc Baehr v. Lewin) là một trường hợp được quyết định bởi Tòa án tối cao Hawaii, ban đầu họ thấy nhà nước từ chối cấp giấy phép kết hôn cho các cặp cùng giới. Năm 1991, ba cặp cùng giới đã kiện Giám đốc Y tế Hawaii John C. Lewin trong khả năng chính thức của mình, tìm cách buộc nhà nước cấp giấy phép kết hôn cho họ. Sau khi vụ án bị tòa án xét xử bác bỏ, các cặp vợ chồng đã kháng cáo lên Tòa án Tối cao tiểu bang. Theo ý kiến đa số do Chánh án Ronald Moon đưa ra vào năm 1993, tòa án phán quyết rằng trong khi quyền riêng tư trong Hiến pháp Hawaii không bao gồm quyền cơ bản đối với hôn nhân cùng giới, từ chối kết hôn với các cặp cùng giới cấu thành sự phân biệt đối xử dựa trên giới tính vi phạm quyền được bảo vệ bình đẳng được bảo đảm bởi Hiến pháp của nhà nước. Tòa án Tạm giam (thủ tục tòa án) đạo luật hôn nhân của nhà nước là vi hiến bằng cách chứng minh rằng nó phù hợp với lợi ích nhà nước và được rút ra một cách hẹp hòi để tránh sự thiếu sót không cần thiết của quyền lập hiến."
Năm 1996, Thẩm phán Kevin S.C. Chang phán quyết rằng nhà nước không đáp ứng được gánh nặng bằng chứng. Nó không chứng minh rằng nhà nước có lợi ích hấp dẫn trong việc từ chối giấy phép kết hôn đối với các cặp cùng giới và thậm chí cho rằng họ đã không chứng minh rằng HRS § 572-1 được điều chỉnh hẹp để tránh sự bỏ qua không cần thiết của quyền lập hiến. Anh ta lôi kéo nhà nước từ chối cấp giấy phép kết hôn cho các cặp cùng giới có đủ điều kiện khác. Ngày hôm sau, Chang giữ nguyên phán quyết của mình, thừa nhận vị trí "không thể hợp pháp" mà các cặp vợ chồng sẽ ở nếu Tòa án Tối cao Hawaii đảo ngược anh ta kháng cáo.
Vào ngày 9 tháng 12 năm 1999, Tòa án Tối cao Hawaii, sau khi sửa đổi hiến pháp trao quyền cho Cơ quan lập pháp bang Hawaii để hạn chế hôn nhân với các cặp vợ chồng khác giới, phán quyết rằng "Việc sửa đổi hôn nhân đã đặt HRS § 572- Sửa đổi hôn nhân đã xác nhận HRS § 572-1 bằng cách đưa quy chế ra khỏi phạm vi của điều khoản bảo vệ bình đẳng của Hiến pháp Hawaii, ít nhất là trong chừng mực là đạo luật, cả trên khuôn mặt và như được áp dụng, có mục đích giới hạn Theo đó, dù có hay không việc vi phạm điều khoản bảo vệ bình đẳng trong sự tôn trọng đã nói ở trên, HRS § 572-1 không còn nữa. 572-1 phải được cung cấp đầy đủ lực và hiệu lực. " Bởi vì biện pháp mà các nguyên đơn tìm kiếm - tiếp cận giấy phép kết hôn - không còn nữa, điều này đã đảo ngược phán quyết của Chang và từ bỏ vụ kiện để đưa ra phán quyết có lợi cho bị đơn.

### Hiến pháp sửa đổi 2 (1998)
Sau quyết định năm 1993 của Tòa án tối cao bang Hawaii cho thấy nhà nước từ chối cấp giấy phép kết hôn cho các cặp cùng giới, các cử tri năm 1998 đã phê chuẩn sửa đổi hiến pháp Cơ quan lập pháp bang Hawaii quyền dành riêng hôn nhân cho các cặp đôi khác giới, khiến họ không thể thách thức lệnh cấm của nhà nước đối với hôn nhân cùng giới. Nhà nước đã ban hành một đạo luật xác định hôn nhân là một tổ chức cho "một nam một nữ" vào năm 1994, sau quyết định đầu tiên của tòa án tiểu bang đã nghi ngờ việc nhà nước từ chối giấy phép kết hôn với các cặp cùng giới.

### Kết hợp dân sự (2009–2011)
Luật tạo ra "kết hợp dân sự"(tiếng Hawaiian: uniona kīwila) đã được xem xét nhiều lần, nhưng không nhận được sự chấp thuận trong các ủy ban lập pháp trước năm 2009. Vào năm 2010,  Hawaii House Bill 444 (HB 444) , sẽ tạo ra các liên minh dân sự cho các cặp cùng giới và khác giới, đã thông qua Hạ viện Hawaii và Thượng viện Hawaii. Thống đốc Linda Lingle đã phủ quyết vào tháng 7 năm 2010.
Sau khi phủ quyết của Lingle, Liên minh tự do dân sự Mỹ và Lambda Legal đã đệ trình Young v. Lingle thay mặt sáu cặp cùng giới. Vụ kiện, trong khi thừa nhận rằng nhà nước có thẩm quyền hiến pháp để hạn chế kết hôn với các cặp đôi khác giới, khẳng định rằng Hiến pháp nhà nước vẫn bắt buộc các cặp cùng giới phải được đối xử bình đẳng. Vụ kiện đã được rút vào ngày 31 tháng 3 năm 2011.
Một dự luật về cơ bản tương tự như  HB 444 ,  Dự luật Thượng viện 232 , đã được Ủy ban Tư pháp và Lao động Thượng viện thông qua vào ngày 3 tháng 1 năm 2011. và đã được thông qua bởi Thượng viện đầy đủ 19-6 vào ngày 28 tháng 1; Sửa đổi dự luật sau đó đã được thực hiện tại Hạ viện trước khi thông qua vào ngày 11 tháng 2 với số phiếu 31-19. Thượng viện đã thông qua dự luật sửa đổi vào ngày 16 tháng 2 và Thống đốc Neil Abercrombie đã ký nó vào luật ngày 23 tháng 2.
417 cặp vợ chồng có được một liên minh dân sự trong sáu tháng đầu tiên sau khi luật có hiệu lực. Sự tham gia thấp có thể là kết quả của các vấn đề kỹ thuật xung quanh việc chuyển đổi mối quan hệ thụ hưởng đối ứng sang một liên minh dân sự. Một dự luật sửa chữa các vấn đề chuyển tiếp đã được ký thành luật vào ngày 6 tháng 7 năm 2012. Vào cuối năm 2012, hơn 700 cặp vợ chồng đã thành lập kết hợp dân sự. Kể từ khi Hawaii ban hành hôn nhân cùng giới vào tháng 11 năm 2013, các liên minh dân sự vẫn là một lựa chọn cho cả các cặp đôi khác giới và cùng giới tiếp cận, khiến Hawaii trở thành một trong bốn bang duy nhất (Colorado, Illinois và New Jersey là ba người khác; California và Quận Columbia công nhận hợp pháp hôn nhân cùng giới cũng cho phép cùng giới quan hệ đối tác trong nước mang lại nhiều lợi ích của hôn nhân) để cho phép thực hành này.

### Vụ kiệnJackson(2012–2014)
Bản mẫu:Infobox United States District Court case
Vào ngày 7 tháng 12 năm 2011, một cặp vợ chồng cùng giới đã đệ đơn kiện lên tòa án quận của Hoa Kỳ để xin giấy phép kết hôn ở Hawaii, lúc đó đã từ chối giấy phép cho những cặp vợ chồng như vậy. Sự từ chối của tiểu bang dựa trên luật hôn nhân của nó: Điều 1 § 23 của Hiến pháp Hawaii, đưa ra bất kỳ quyết định nào về hôn nhân cùng giới với Lập pháp bang Hawaii, cùng với (kể từ khi bãi bỏ) , trong đó xác định hôn nhân chỉ "giữa một người đàn ông và một người phụ nữ." Bộ đồ ban đầu được tạo kiểu Jackson v. Abercrombie, sau khi nguyên đơn đầu tiên Natasha Jackson và bị đơn đầu tiên là Thống đốc Hawaii Neil Abercrombie. Vào ngày 27 tháng 1 năm 2012, một khiếu nại sửa đổi đã bổ sung nguyên đơn Gary Bradley, một đối tác trong một liên minh dân sự cùng giới, muốn kết hôn nhưng nghĩ rằng việc nộp đơn là vô ích. Các nguyên đơn cho rằng luật hôn nhân đã vi phạm Điều khoản về thủ tục tố tụng và Điều khoản bảo vệ bình đẳng của Hiến pháp Hoa Kỳ. Thống đốc Abercrombie đồng ý với các nguyên đơn rằng lệnh cấm đã vi phạm cả hai điều khoản của U.S. Hiến pháp, nhưng Giám đốc Y tế của bang, Loretta Fuddy, được phép bảo vệ lệnh cấm.

#### Thứ tựJackson v. Abercrombie
Trong một lệnh ban hành vào ngày 8 tháng 8 năm 2012, Thẩm phán Tòa án Quận Hoa Kỳ Alan Kay đã bác bỏ các yêu cầu của nguyên đơn và đưa ra chuyển động của các bị cáo đối với phán quyết tóm tắt, giữ nguyên lệnh cấm kết hôn cùng giới của Hawaii. Phán quyết của Thẩm phán Kay đã trở thành phán quyết đầu tiên của tòa án trích dẫn nghiên cứu "Cấu trúc gia đình mới" của Mark Regnerus, nghiên cứu bị Hiệp hội Xã hội học Hoa Kỳ cũng như bị Tòa án Quận Hoa Kỳ bác bỏ hoàn toàn trong Quận Bắc California trong Hollingsworth v. Perry thử nghiệm.

#### Kháng cáo trongJackson v. Fuddy
Các nguyên đơn trong  Jackson  đã kháng cáo phán quyết của Thẩm phán Kay đối với Tòa án phúc thẩm vòng thứ chín Jackson v. Fuddy. Kháng cáo ban đầu dự kiến sẽ được xét xử trên một ca khúc song song với vụ án tương tự Nevada trước cùng một tòa án, Sevcik v. Sandoval cho đến khi cả hai vụ án bị tạm hoãn, chờ phán quyết của Tòa án tối cao trong hai vụ án hôn nhân cùng giới khác, Perry và Windsor . Những trường hợp đó đã được giải quyết vào ngày 26 tháng 6 năm 2013 và vào ngày 13 tháng 11, Hawaii ban hành "Đạo luật bình đẳng hôn nhân Hawaii", chấm dứt lệnh cấm kết hôn cùng giới.
Bất chấp luật pháp đó, các nguyên đơn đã không rút đơn kiện của họ dưới dạng tranh luận, nhưng đã kháng cáo yêu cầu hủy bỏ lệnh của tòa án cấp dưới. Mạch thứ chín đã nghe cuộc tranh luận bằng miệng vào ngày 8 tháng 9 năm 2014, cùng với  Sevcik  và một trường hợp liên quan khác, Latta v. Otter, trước các Thẩm phán Stephen Reinhardt, Ronald M. Gould và Marsha S. Berzon.
Mạch thứ chín đã tuyên bố vào ngày 10 tháng 10 năm 2014, rằng họ đã bác bỏ vụ kiện là tranh chấp vì hợp pháp hóa hôn nhân cùng giới của Hawaii và vô hiệu hóa quyết định của tòa án quận.

### Luật hôn nhân cùng giới (2013)
Vào tháng 1 năm 2013, một dự luật hợp pháp hóa hôn nhân cùng giới ở tiểu bang đã được đưa ra trước Lập pháp, nhưng dự luật đã chết mà không có hành động lập pháp. Đến tháng 9, sau khi cả hai quyết định của Tòa án Tối cao Hoa Kỳ vào United States v. Windsor và Hollingsworth v. Perry, cũng như nhiều tháng đàm phán trong các cuộc họp kín của Thượng viện và Dân chủ và với các nhà lãnh đạo của cả hai cơ quan lập pháp, Abercrombie đã gọi ra phiên đặc biệt vào ngày 28 tháng 10, với lời hứa sẽ ký dự luật tự tin có đa số cần thiết cho đoạn văn.
Thượng viện tiểu bang đã thông qua dự luật kết hôn vào ngày 30 tháng 10 với số phiếu 20-4, and the House followed by a 30–19 vote on November 8, mặc dù không phải trước một 'công dân filibuster' rộng rãi để ngăn chặn tiến trình của dự luật. Dự luật đã được trả lại cho Thượng viện phê chuẩn các sửa đổi của Hạ viện, trong đó mở rộng miễn trừ tôn giáo và Thượng viện đã đưa ra phê chuẩn lập pháp cuối cùng vào ngày 12 tháng 11, bỏ phiếu 19-4 để thông qua bàn của Thống đốc. Thống đốc Neil Abercrombie đã ký dự luật vào ngày 13 tháng 11, và các cặp cùng giới bắt đầu kết hôn vào ngày 2 tháng 12 năm 2013. Trong hai tuần đầu tiên sau khi luật có hiệu lực, 526 cặp cùng giới đã nộp đơn xin giấy phép kết hôn. Hôn nhân ở Hawaii hiện được định nghĩa như sau:
Hôn nhân giữa hai cá nhân không phân biệt giới tính và pháp lý khi hợp đồng sẽ được tổ chức hợp pháp tại tòa án của Nhà nước này.

#### Những thách thức pháp lý
Thẩm phán Tòa án Mạch Hawaii Karl Sakamoto đã nghe một thách thức pháp lý đối với dự luật kết hôn do Đại diện Bob McDermott, người cho rằng sửa đổi hiến pháp năm 1998 đã cấm Lập pháp cho phép kết hôn cùng giới. Vụ kiện đã tìm cách ngăn chặn bất kỳ quan chức chính phủ nào cấp giấy phép kết hôn cho đến khi câu hỏi về hiến pháp được quyết định. Vào ngày 14 tháng 11, Thẩm phán Sakamoto phán quyết rằng việc sửa đổi hiến pháp trong câu hỏi không buộc Cơ quan lập pháp định nghĩa hôn nhân là giữa một nam và một nữ, và rằng nó chỉ trao cho Cơ quan lập pháp bang Hawaii quyền dự trữ hôn nhân cho các cặp đôi khác giới nếu họ chọn làm như vậy và rằng "sau tất cả sự phức tạp về mặt pháp lý của phân tích của tòa án, tòa án sẽ kết luận rằng hôn nhân cùng giới ở Hawaii là hợp pháp." Tòa án đã cho chuyển động của nhà nước để bác bỏ vụ kiện, McDermott v. Abercrombie, vào ngày 29 tháng 1 năm 2014.
Kháng cáo về việc bác bỏ vụ án  McDermott  đã được xét xử tại Tòa án tối cao Hawaii, với những tranh luận bằng miệng xảy ra vào ngày 18 tháng 12 năm 2014. Vào ngày 27 tháng 5 năm 2015, sau khi xét xử lại vụ án McDermott v. Ige, Tòa án phán quyết rằng những người kháng cáo đã không đứng ra thách thức tính hợp hiến của  Đạo luật bình đẳng hôn nhân Hawaii , bỏ lệnh của tòa án cấp dưới và trả lại vụ kiện cho tòa án "với các hướng dẫn bác bỏ vụ án vì không có thẩm quyền . "
Một thách thức khác đã được đệ trình bởi một cư dân Hawaii. Vào ngày 19 tháng 2 năm 2014, Thẩm phán Tòa án Quận Hawaii Susan Mollway thấy rằng nguyên đơn thiếu chỗ đứng vì anh ta không thể hiện mình bị bất kỳ thương tích nào do 'Đạo luật bình đẳng hôn nhân' '. Vào tháng 8 năm 2016, Tòa phúc thẩm vòng thứ chín đã giữ nguyên vụ kiện.

## Tác động kinh tế của hôn nhân cùng giới
Một nghiên cứu vào tháng 6 năm 2010 được thực hiện bởi UCLA chỉ ra rằng các cặp cùng giới sẽ chi từ 4.2 đến 9,5 triệu đô la cho lễ kỷ niệm đám cưới của họ, nếu được phép kết hôn ở Hawaii. Những vị khách ngoài tiểu bang sẽ chi thêm 17,8 đến 40,3 triệu đô la, từ đó sẽ tạo ra 193 đến 333 việc làm mới ở Hawaii chủ yếu trong các sự kiện và ngành du lịch. Các số liệu trong nghiên cứu được ước tính dựa trên thời gian bốn năm.
Một nghiên cứu vào tháng 7 năm 2013 được thực hiện bởi Đại học Hawaii ước tính thêm $217 triệu chi tiêu của du khách trong ba năm sau nếu Hawaii hợp pháp hóa hôn nhân cùng giới.
Phân tích năm 2015 ước tính rằng tác động kinh tế hàng năm của hôn nhân cùng giới ở Hawaii là khoảng 26,6 triệu đô la.

## Thống kê hôn nhân
Đến ngày 30 tháng 6 năm 2015, chính xác 4.028 cặp cùng giới đã kết hôn ở bang Hawaii kể từ khi hợp pháp hóa vào ngày 2 tháng 12 năm 2013, chiếm 10,5% trong số 38.254 cuộc hôn nhân của tiểu bang được ký kết trong thời gian đó.
Theo Bộ Y tế Hawaii, số lượng các cuộc hôn nhân cùng giới được tổ chức tại bang này như sau:
| Quận      | 2013 (Chỉ tháng 12) | 2014  | 2015  | 2016  | 2017  | 2018  | Tổng cộng |
| --------- | ------------------- | ----- | ----- | ----- | ----- | ----- | --------- |
| Hawaii    | 85                  | 328   | 212   | 158   | 124   | 120   | 1,027     |
| Honolulu  | 293                 | 1,218 | 787   | 666   | 598   | 521   | 4,083     |
| Kauai     | 53                  | 367   | 176   | 182   | 123   | 150   | 1,051     |
| Maui*     | 102                 | 797   | 486   | 369   | 302   | 289   | 2,345     |
| Tổng cộng | 533                 | 2,710 | 1,661 | 1,375 | 1,147 | 1,080 | 8,506     |

Note: *Bao gồm Quận Kalawao